# Daptonema polaris
Daptonema polaris is een rondwormensoort uit de familie van de Xyalidae. De wetenschappelijke naam van de soort is voor het eerst geldig gepubliceerd in 1893 door Cobb.